# 폰토스의 에바그리오스

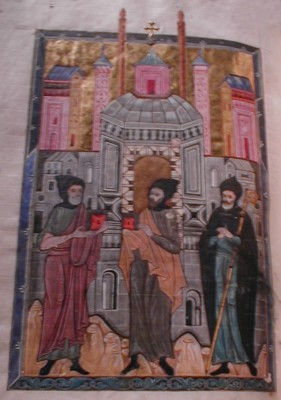
Evagrius Ponticus (left), John of Sinai, and an unknown saint. 17th-century icon.

폰토스의 에바그리오스 (Evagrius Ponticus, 345-399)는 4세기의 기독교 이론가, 수도자이다. 에바그리오스 폰티코스로도 표기된다. 이집트 사막에서 16년 은수 생활을 보내고 많은 저작을 남겼다.

## 약력
에바그리오스는 345년 경. 소아시아의 흑해에 면한 지방 폰토스의 이보라 (현 튀르키예 토카트주 에르바)라는 마을에서 태어났다. 청년 시절, 카파도키아의 바실레이오스와 나지안조스의 그레고리우스 아래에서 신학을 공부했다. 바시레이오스 사후, 그레고리오스에 의해 부제로 다투어진다. 그 후, 그레고리오스에 동행해 콘스탄티노폴리스에 가서, 381년, 총대주교 네쿠타리오스 보조를 맡는다.
382년, 예루살렘으로 여행해, 현지에서 대 멜라니아를 만난다. 이것이 운명적인 만남이 되었다. 그녀는 378년 경, 예루살렘에 수도원을 연 인물로, 그녀에게 영향을 받은 에바그리오스는 383년 경, 알렉산드리아의 남동쪽으로 약 50킬로미터의 니트리아 사막에서 은수 생활에 들어갔다. 그 2년 후, 니트리아에서 남쪽으로 약 18킬로미터의 켈리아 사막에 옮겨, 14년간 그곳에서 영성 수행을 계속해, 저작하고, 제자들을 지도했다.
에바그리오스는 당시 스케티스에서 은수 생활을 하고 있던 마카리오스를 존경해, 종종 그를 찾아 그 가르침을 받았다.
생전의 그의 저작은 오리게네스주의적 경향을 가진다고 하여 공격 받았다. 399년에 알렉산드리아 총대주교 테오필로스 박해가 다가오는 가운데, 그 몇 달 전에 그는 죽었다.
그는 20편 이상의 저작을 남겼다. 그의 작품은 그 지성주의적 경향 때문에, 553년의 제2차 콘스탄티노폴리스 공의회 직전에 오리게네스와 함께 이단으로 단죄되는 쓰라림을 봤지만, 제자였던 요하네스 카시아누스를 시작해, 위 디오니시오스 아레오파기테스나 고백자 막시모스 등 특히 동방의 영성 수행자에 깊은 영향을 미쳤다. 정통 교회에서 이단으로 배척되고 그의 이름은 이후 표면에 나오지 않았지만, 비칼케돈파 시리아나 아르메니아 교회에서는 존중되었다. 또한, 정통 교회에서도 그 논문은 다른 사람의 이름 (특히 시오니의 닐로스)에 의해 전해져, 중요한 영적 서적이 되었다. 에바그리오스의 이름으로 전해지고 있는 그리스어의 것은 남아 있는 것이 적고, 시리아어 번역 및 아르메니아어 번역에 의해 전해지고 있는 것이 현실이다.

## 수행론
에바그리오스는 《수행론》에서 영적 수행을 실천하는 수도사를 괴롭히는 유혹과 어려움에 대한 분석을 시도하고 있다. 《수행론》 제16장에 "가장 일반적인 상념 (로기스모이)은 여덟 있고, 그 안에 모든 상념이 포함되어 있다"며, 탐식, 음탕, 금전욕, 비탄, 분노, 아케디아, 허식, 교만이 그 상념이라고 한다. 에바그리오스가 이들에 의해 의미한 것은, 사람들이 이 단어에 의해 상상하는 듯한 중범죄보다는, 오히려 영혼이 본래 가지고 있는 이러한 죄의 경향성을 자극하려는 유혹이다. 따라서, 탐식은 단순한 폭식의 유혹이 아니라 오히려 수도사 자신의 건강을 걱정하고 금욕 수행을 편하게 하려는 유혹을 의미하고 있다. 마찬가지로, 음탕도 실제 간음으로의 유혹이 아니라, 수도사의 마음 속에 솟아 올라 오는 성적 환상, 수도사를 괴롭히고 자기 본성의 성적 측면을 생각하는 듯한 성적 환상의 유혹을 의미하고 있다.
이 여덟 가지 상념 속에서 조금 이해하기 어려운 것은 아케디아이다. 영적 수행자에게의 아케디아는 자신이 하고 있는 수도 생활에 자신감을 가질 수 없게 되어, 왜 내가 이런 일을 하고 있는 것인가 라든지, 이런 일을 하고 도대체 뭐가 될 것인가 라든가, 기도에 힘이 들어가지 않고, 무엇을 하든지 귀찮아지고, 여기가 아닌 다른 수도원이라면 더 수행의 효과가 올라가겠지, 등을 생각해 버리는 일이다. 이런 일은 수도자가 아니더라도 일반 생활을 하고있는 사람도 뭔가 짚히는 것이다. 에바그리오스는 아케디아를 시편 91:6에 그려진 '한낮의 악마'라고 부르고 모든 악마들 중 가장 귀찮은 것이라고 분석하고 있다.
《수행론》의 중심 주제는 이러한 여덟 가지 상념의 기원, 성격 분석, 그리고 그들에 대해 어떻게 대처해 가면 좋은지를 논하는 것이다. 그러나 이러한 '상념'의 배후에는 거의 항상 '악마들'이 기다리고 있기 때문에, 이 책은 하나의 악마론 내지 마귀와의 대결 설명서이다. 이러한 '상념'은 각각을 담당하는 '악마들'의 소행으로 분석되고 있지만, 이를 고대인의 비과학성의 표현이라 할 수 없다. 그들 사막의 영적 수행자에게 있어 그것은 정말 '악마들'의 소행이었다. 그만큼 현실성이 있었던 것이다. 즉, 이러한 악덕의 상념은 인간에 달라붙는 것이며, 인간의 존재와 밀접한 관계가 있다고 생각되기 때문이다.
에바그리오스의 논의는 매우 날카로운 것으로, 심리학적 날카로움과 깊이를 보여주고 있다. 그는 이러한 '상념'과 싸우고 극복하여 수행자가 목표하는 궁극은 부동심 (아파테이아, 평온)과 사랑이라고 한다.

## 저작
- 《수행론》 (Practikos)
- 《인식자》 (Gnosticus)
- 《인식의 적요》 (Kephalaia gnostica)
- 《기도론》 (De oratione, 한때 시나이의 네이로스의 저작이 되어 있었다)
- 《수도 생활의 기초》 (Rerum monachalium rationes)
- 《여덟 악한 영에 관하여》 (De octo spiritibus malitiae)
- 〈시편〉, 〈잠언〉, 〈창세기〉, 〈루카 복음서〉 기타 관련 주해서

### 내용주
1. ↑  시편 제91편 6절 참조.